# Port lotniczy Khon Kaen
Port lotniczy Khon Kaen – port lotniczy położony w Khon Kaen w Tajlandii.